# Hou-yen
Els hou-yen eren una horda dels xiongnu que van ocupar la regió del llac Barkul, a l'actual Xinjiang, proper a la frontera sud-oest de Mongòlia. El general de cavalleria xinès Ban Chao, es va dirigir contra l'horda l'any 73, i la va derrotar.